# 生活大爆炸 (第十季)
《生活大爆炸》（第十季）是哥伦比亚广播公司發行的美国情景喜剧，於2016年9月19日星期一首播，至2017年5月11日星期四完結，共有24集。在2016年10月27日第六集起，本季緊接《CBS周四足球夜》的結束，改回到之前的星期四時段。
在2014年3月12日，CBS宣布《生活大爆炸》續訂三年，其將續播至2016-17年度，總共十季。

## 概述
潘妮和里安納成功舉辦第二次的夢幻婚禮，並正式開始單獨二人的夫妻同居生活。伯納黛特和侯活的女兒哈雷出生了，然而斯圖爾特卻在短暫的搬離後再次搬回來住。薛爾登和艾米的感情火速升溫，薛爾登更在本季的最後向艾米求婚。雷傑成為了哈雷的教父，他與克萊爾分手後回歸單身生活。

## 角色
| - 约翰尼·盖尔克奇 飾演 里安納·荷夫斯特博士 - 吉姆·帕森斯 飾演 薛爾登·高栢博士 - 凯莉·库柯 飾演 潘妮 - 西蒙·黑尔贝格 飾演 霍华德·沃洛维兹 - 昆瑙·纳亚尔 飾演 雷傑·高化波里博士 - 马伊姆·拜力克 飾演 艾米·法拉·福勒博士 - 梅丽莎·劳奇 飾演 伯納黛特·羅斯坦考斯基博士 - 凱文·薩斯曼 飾演 斯圖爾特·布魯姆 | - 克莉絲汀·巴倫絲基 飾演 貝弗利·荷夫斯特博士 - 蘿莉·麥凱佛 飾演 瑪麗·高栢 - 狄恩·諾里斯 飾演 李察·威廉士上校 - 布萊恩·喬治 飾演 V.M.高化波里博士 - 布賴恩·波森 飾演 伯特·基布勒博士 - 約翰·羅斯·博維 飾演 巴里·克里普克博士 - 帕梅拉·阿德龙 飾演 哈雷·和路威茲（聲音） - 布萊恩·托馬斯·史密斯 飾演 扎克·約翰遜 | - 賈德·赫希 飾演 阿爾弗雷德·荷夫斯特博士 - 凯斯·卡拉定 飾演 懷亞特（潘妮的父親） - 凯蒂·萨加尔 飾演 蘇珊 - 傑克·麥克布萊爾 飾演 蘭德爾 - 喬許·祖克曼 飾演 馬蒂 - 勞拉·斯賓塞 飾演 艾蜜莉·斯威尼醫生 - 布蘭登·瓊斯 飾演 閃電俠 - 瑪麗亞·肯勞斯-巴雷拉 飾演 伊莎貝拉·瑪麗亞·康塞普西翁 - 克里斯托弗·劳埃德 飾演 西奧多 - 凱特·米庫奇 飾演 露西（Lucy） - 亞歷山德拉·托雷薩尼 飾演 克萊爾 - 凱蒂·勒克萊爾 飾演 艾米麗 - 艾普尔·鲍白 飾演 麗貝卡 - 里奇·林德霍姆 飾演 雷蒙娜·諾維茨基博士 |

## 剧集
| 總集數 | 集數 （季） | 標題                                              | 導演          | 編劇 | 首播日期       | 製作 代碼 | 美國收視人數 （百萬） |
| --- | ----------- | ------------------------------------------------- | ------------- | --- | -------------- | --------- | --------------------- |
| 208 | 1           | 夫妻間的揣度 The Conjugal Conjecture              | 马克·森卓斯基 | 故事：查克·洛尔、史蒂夫·霍蘭德 塔拉·埃爾南德斯（Tara Hernandez） 劇本：史蒂文·莫拉羅、埃里克·卡普兰 占·雷諾茲（Jim Reynolds）              | 2016年9月19日  | T12.15303 | 18.82                 |
| 大夥們為里安納和潘妮的第二次婚禮做準備。里安納和薛爾登擔心阿爾弗雷德昨晚與瑪麗上床，儘管他們各自的父母發誓什麼也沒發生。然而，他們確實計劃互相拜訪，這激怒了貝弗利。潘妮的家人到了，潘妮母親擔心兒子最近的牢獄之災會導致里安納的家人認為他們是“白垃圾”。婚禮進行得很順利，里安納和潘妮表達了他們對彼此的愛，貝弗利和阿爾弗雷德感恩至少他們一起讓里安納誕生在世上，而薛爾登則表達了他對這對夫婦的愛。與此同時，美国空军研究实验室的李察·威廉士上校聯繫了霍華德，這讓霍華德和雷傑都感到害怕。霍華德最終同意會見他，但上校拒絕說明他感興趣的原因。 標題出處: 每個人都以為瑪麗和阿爾弗雷德上了床。 |             |                                                   |               | |                |           |                       |
| 209 | 2           | 軍方的小型化 The Military Miniaturization         | 马克·森卓斯基 | 故事：查克·洛尔、艾力·卡普蘭、占·雷諾茲 劇本：史蒂文·莫拉羅、史提夫·霍蘭德 瑪麗亞·法拉利（Maria Ferrari）                                  | 2016年9月26日  | T12.15301 | 17.24                 |
| 里安納和霍華德擔心軍方可能會試圖接管制導系統項目作為武器用途，但薛爾登並不擔心。二人讓薛爾登保證在與李察·威廉士上校會面時不說話。威廉士上校對霍華德作為該項目的主要負責人印象深刻，這讓薛爾登不安得動來動去。軍方希望約莫在四個月內製造一個更小的版本。薛爾登再也無法控制自己不說話，並向威廉士上校承諾在兩個月內製造出來。儘管里安納和霍華德對如此緊迫的截止日期感到憤怒，但他們都認為新實驗室的視網膜掃描儀很有趣。與此同時，製藥公司的員工發現伯納黛特懷孕了，這激怒了她，因為他們可能會讓她退出下一個大型醫療項目。潘妮承認她是說溜嘴的那個人。伯納黛特原諒了潘妮，因為如果她被取消該項目，她打算以訴訟威脅她的老闆。 標題出處: 軍方想要更小版本的制導系統。 |             |                                                   |               | |                |           |                       |
| 210 | 3           | 依賴的超越性 The Dependence Transcendence         | 马克·森卓斯基 | 故事：史蒂文·莫拉羅、薩拉丁·K·帕特森（Saladin K. Patterson）、塔拉·埃爾南德斯 劇本：史提夫·霍蘭德、瑪麗亞·法拉利、傑里米·豪（Jeremy Howe） | 2016年10月3日  | T12.15302 | 17.32                 |
| 薛爾登、里安納和霍華德三人因試圖趕上薛爾登更改的空軍最後期限而筋疲力盡。在夢中，閃電俠說服薛爾登喝了一杯能量飲料。在咖啡因效果逐漸消失之後，薛爾登確信自己上癮了，這進一步惹惱了另外兩個人。薛爾登崩潰了，承認他無法計算出數學，也沒有自己想像的那麼聰明，其餘二人只能安慰他。面對威廉士上校，三人承認他們至少需要兩年時間，威廉士上校說完全沒問題，因為軍方早已習慣承包商不按時完成任務。艾米帶潘妮參加了地質學家伯特舉辦的派對，但她們發現她們是那裡唯一的來賓。伯特說艾米是加州理工學院最受歡迎的科學家，這讓她們大吃一驚。與此同時，雷傑試圖幫助伯納黛特准備好幼兒園，但她承認自己缺乏興奮感，擔心自己無法成為母親。雷傑打電話給他的婦產科醫生父親，父親告訴伯納黛特，雖然她可能不喜歡一般的嬰兒，但她仍然可以愛自己的孩子。 標題出處: 薛爾登試圖戰勝他認為的咖啡因成癮。                                                                           |             |                                                   |               | |                |           |                       |
| 211 | 4           | 同居的實驗 The Cohabitation Experimentation       | 马克·森卓斯基 | 故事：查克·洛爾、戴夫·格奇（Dave Goetsch）、瑪麗亞·法拉利 劇本：史蒂文·莫拉羅、史提夫·霍蘭德、塔拉·埃爾南德斯                              | 2016年10月10日 | T12.15304 | 16.41                 |
| 管道問題使艾米的公寓無法居住五週，里安納和潘妮建議艾米搬進里安納和薛爾登的公寓。在艾米提議同居作為實驗後，薛爾登同意和她一起搬進潘妮的公寓，這讓里安納和潘妮興奮不已。艾米在薛爾登床上的第一個晚上很糟糕，由於薛爾登經常輾轉反側，她睡不著覺。為了慶祝在沒有薛爾登的情況下度過的第一個夜晚，里安納和潘妮在他們的公寓裡穿著內衣跳舞。第二天早上，薛爾登和艾米為科學誠信而爭吵，他們互相惹對方生氣，直到艾米提議前往潘妮的公寓親熱。與此同時，超聲波檢查後，霍華德和伯納黛特很生氣，因為在他們選擇不知道孩子的性別下，雷傑卻偷看了。他們在夜晚爭論是否給雷傑打電話獲悉孩子性別。 標題出處: 薛爾登和艾米同意嘗試一起生活作為實驗。 |             |                                                   |               | |                |           |                       |
| 212 | 5           | 熱水浴缸的污染 The Hot Tub Contamination          | 马克·森卓斯基 | 故事：查克·洛爾、瑪麗亞·法拉利、塔拉·埃爾南德斯 劇本：史提夫·霍蘭德、艾力·卡普蘭、占·雷諾茲                                                | 2016年10月17日 | T12.15305 | 18.20                 |
| 艾米和薛爾登衝進里安納和潘妮的公寓，爭論著薛爾登要求訂定浴室時間表。為了幫助薛爾登冷靜下來，潘妮帶他去了一家冰淇淋店，在那裡他試圖尋找另一個浪漫的伴侶。薛爾登坦言，自己十三歲的時候曾經闖入父親的房間，那時候父親正與另一個女人在房間裡，這也是他現在進房間時總是敲三下的原因，這讓他擔心自己有一天會傷害艾米。潘妮說服薛爾登給這段關係一個機會，里安納則指導艾米如何與薛爾登一起生活。回來後，薛爾登同意妥協，他取消了上廁所的時間表，並同意共用一個牙刷架，這對他來說是一大步。與此同時，在取消了一個週末的假期後，霍華德和伯納黛特發現雷傑和斯圖爾特偷偷進入他們的房子並使用熱水浴缸。霍華德和伯納黛特聽著雷傑透露他現在單身，但當斯圖爾特說他沒有穿泳衣時，夫妻們馬上把他們趕出去。 標題出處: 雷傑和斯圖爾特偷偷使用霍華德和伯納黛特的熱水浴缸。                                                                                                   |             |                                                   |               | |                |           |                       |
| 213 | 6           | 胎兒踢的催化劑 The Fetal Kick Catalyst            | 马克·森卓斯基 | 故事：史提夫·霍蘭德、塔拉·埃爾南德斯、傑里米·豪 劇本：史蒂文·莫拉羅、薩拉丁·K·帕特森 安東尼·德爾·布羅科洛（Anthony Del Broccolo）          | 2016年10月27日 | T12.15306 | 17.31                 |
| 因為艾米想請客人過來公寓作客，薛爾登準備了一份早午餐讓她驚喜；他邀請了斯圖爾特、地質實驗室的伯特和樓下的羅馬尼亞鄰居參加了聚餐。當斯圖爾特得知這次聚餐是在邀請其他人之前進行的試運行時，他感到受侮辱；薛爾登道歉，他們喝醉了互相稱讚，並惹惱了艾米。潘妮因出演了兩部《連環殺人猿》電影而受邀參加范奈兹漫畫節簽名活動，並帶里安納一起去；粉絲們嘲笑她的演技差，但喜歡她的裸體淋浴場景，這讓她感到被羞辱。里安納最終描述了他是如何娶了一個如此有魅力的女人，引起周圍人的注意。與此同時，當霍華德終於感覺到嬰兒踢腿時，他和雷傑去買嬰兒床並試駕了一輛MPV。但霍華德在過程中背部受傷，他們要開車送他去急診室。 標題出處: 霍華德在第一次感覺到嬰兒踢腿後大肆消費。 |             |                                                   |               | |                |           |                       |
| 214 | 7           | 真相的彈性 The Veracity Elasticity                | 马克·森卓斯基 | 故事：史蒂文·莫拉羅、艾力·卡普蘭、瑪麗亞·法拉利 劇本：史提夫·霍蘭德、占·雷諾茲、亞當·法伯曼（Adam Faberman）                               | 2016年11月3日  | T12.15307 | 18.18                 |
| 薛爾登從里安納那裡得知，伯納黛特說艾米的公寓兩週前修好了，艾米為了繼續和他一起住而撒謊；里安納則從霍華德那裡得知，伯納黛特說潘妮一直在秘密地將里安納的收藏品轉移到倉庫中。潘妮為艾米掩飾她的謊言，薛爾登和里安納直面說知道她們撒謊。薛爾登原諒了艾米並想繼續和她一起生活，但在做了里安納和潘妮把他的舊房間變成性地牢的噩夢之後，他感到非常不安。在與艾米進行了一次智力對話後，薛爾登最終選擇與她住在一起。里安納也同意潘佩妮裝飾他們的臥室，讓她有家的感覺，但當她讓房間看起來太“女孩子”時，他把其中的一些東西放進了薛爾登和艾米的新衣櫥。 標題出處: 艾米說出了她的舊公寓已經修理好的真相。 |             |                                                   |               | |                |           |                       |
| 215 | 8           | 碗中腦的孵化 The Brain Bowl Incubation            | 马克·森卓斯基 | 故事：查克·洛爾、史提夫·霍蘭德、薩拉丁·K·帕特森 劇本：史蒂文·莫拉羅、瑪麗亞·法拉利、塔拉·埃爾南德斯                                        | 2016年11月10日 | T12.15308 | 17.47                 |
| 艾米使用她和薛爾登的皮膚細胞通過分化轉移產生一些原始神經元。在之後的幾天裡，薛爾登欣喜地看到神經細胞順利結合，在他眼裡就像是自己的孩子。這激發了薛爾登想要和艾米生孩子的想法，儘管她並不熱衷於他立即生孩子的計劃。薛爾登制定了勾引艾米的計劃，這嚇壞了艾米，她只能盡量避開熱情的他；艾米差點被跳著弗拉明戈舞的薛爾登引誘到。與此同時，雷傑被他實驗室的清潔工伊莎貝拉所吸引，並為她安排晚餐。當伊莎貝拉發現雷傑告訴他的朋友她是一位天文學家時，她感到受侮辱，因為她認為雷傑看不起她清潔工的身份。但在雷傑道歉後，她同意了下次再與他約會。 標題出處: 薛爾登和艾米混合了他們的DNA並孵化了一些腦細胞。 |             |                                                   |               | |                |           |                       |
| 216 | 9           | 地質學的晉升 The Geology Elevation                | 马克·森卓斯基 | 故事：查克·洛爾、艾力·卡普蘭、瑪麗亞·法拉利 劇本：史提夫·霍蘭德、占·雷諾茲、傑里米·豪                                                      | 2016年11月17日 | T12.15309 | 16.34                 |
| 薛爾登得知伯特因研究岩內生物而獲得麦克阿瑟奖和獎金，他十分嫉妒。薛爾登卻在發泄的過程中不斷傷害到自己，例如被石頭弄傷雙腳。其餘的的男孩們也討論他們自己內心的嫉妒。史蒂芬·霍金教授打電話給薛爾登，解釋說即使是他平常也會嫉妒。為了和解，薛爾登和伯特一起去錄製《艾倫·狄珍妮秀》。與此同時，霍華德找到了他曾經建造的遙控微型史蒂芬·霍金，雖然每個人（除了克里普克）都認為這很冒犯，但霍金實際上卻很喜歡這個主意。 標題出處: 伯特的地質研究比薛爾登的工作更受關注。 |             |                                                   |               | |                |           |                       |
| 217 | 10          | 財產分配的衝突 The Property Division Collision    | 马克·森卓斯基 | 故事：史提夫·霍蘭德、比爾·普拉迪、史蒂夫·戈奇（Steve Goetsch） 劇本：史蒂文·莫拉羅、瑪麗亞·法拉利、塔拉·埃爾南德斯                         | 2016年12月1日  | T12.15310 | 16.54                 |
| 在薛爾登和艾米把“潘妮和艾米的醜畫像”帶到里安納和潘妮的公寓後，兩個男孩開始分配擁有物。當薛爾登試圖拿走一切時，一場關於公寓官方旗幟的爭執引發了薛爾登和里安納之間的戰爭。薛爾登把他的舊房間出租給一個老人狄奧多（克里斯托弗·劳埃德），狄奧多幫助他們意識到薛爾登搬出去對他們倆都產生了深遠的影響，薛爾登默許地把這面旗幟交給里安納。斯圖爾特給霍華德和伯納黛特帶來了一份禮物，因為他被趕出自己的公寓而搬了回來。斯圖爾特幫助和路威茲夫妻處理嬰兒用品以證明他搬進來的合理性，並與聲稱“第一個幫助他們”的雷傑開始了一場戰爭。終於，伯納黛特臨產了，大家都前往醫院迎接寶寶的到來。 標題出處: 里安納和薛爾登就財產分配的爭執。 |             |                                                   |               | |                |           |                       |
| 218 | 11          | 生日的同步性 The Birthday Synchronicity           | 妮基·洛爾     | 故事：查克·洛爾、史提夫·霍蘭德、瑪麗亞·法拉利 劇本：史蒂文·莫拉羅、艾力·卡普蘭、塔拉·埃爾南德斯                                            | 2016年12月15日 | T12.15311 | 16.96                 |
| 伯納黛特和霍華德的孩子即將出生，恰逢艾米的生日，這干擾了薛爾登和艾米的年度“性約會”。雷傑意外透露出嬰兒是女孩，因而被趕出和路威茲家。到了要接生的時候，大夥們都在醫院大堂等候。朋友們都回憶起十年來發生了多大的變化，然而雷傑覺得自己做的最少，並且不小心透露出嬰兒的性別，這讓他更加沮喪。終於嬰兒出生了並被命名為哈雷·和路威茲，和路威茲夫妻更希望雷傑成為她的教父，這讓他感動得流淚。大夥們發現嬰兒的哭聲聽起來很像她的祖母黛比·和路威茲。最後，去了哈利波特的魔法世界後，艾米和薛爾登終於迎來了一年一度的生日性交慶祝活動。 標題出處: 哈雷·和路威茲在艾米生日的同一天出生。 |             |                                                   |               | |                |           |                       |
| 219 | 12          | 假期的總結 The Holiday Summation                  | 馬克·森卓斯基 | 故事：史蒂文·莫拉羅、艾力·卡普蘭、塔拉·埃爾南德斯 劇本：史提夫·霍蘭德、瑪麗亞·法拉利、傑里米·豪                                            | 2017年1月5日   | T12.15312 | 17.02                 |
| 里安納和潘妮準備好食物，歡迎朋友們來新年聚餐。薛爾登和艾米首先到來，他們告訴里安納和潘妮他們拜訪了母親瑪麗，瑪麗承認她從未想過薛爾登會找到伴侶，這讓他感到沮喪。薛爾登以反社會行為和穿耳孔來表達不憤。此外，里安納和潘妮則砍倒了一棵聖誕樹並將其帶回家，卻把房間弄得一塌糊塗。一氣之下，兩人把樹丟進了電梯井。而伯納黛特和霍華德一直在努力應對不斷啼哭的嬰兒，伯納黛特懷疑女兒討厭自己，便跟著女兒一起大哭。這種情緒影響到霍華德，他也坐在旁邊跟著哭起來。最終，伯納黛特通過爬進哈雷的嬰兒床和她一起睡覺來解決問題。 標題出處: 三對伴侶們講述的故事總結了他們在假期中發生的事情。 |             |                                                   |               | |                |           |                       |
| 220 | 13          | 浪漫的重新校準 The Romance Recalibration          | 馬克·森卓斯基 | 故事：查克·洛爾、戴夫·格奇、安東尼·德爾·布羅科洛 劇本：史蒂文·莫拉羅、史提夫·霍蘭德、薩拉丁·K·帕特森                                       | 2017年1月19日  | T12.15313 | 17.15                 |
| 潘妮覺得里安納在他們結婚後沒有為關係付出足夠的努力，里安納則認為他是唯一一個付出任何努力的人。憤怒的潘妮帶著艾米代替里安納在週末去水療中心。薛爾登和里安納來到水療中心，薛爾登提出為里安納和潘妮制定關係協議來解決問題，就像他和艾米一樣。里安納和潘妮最終制定協議，並驚訝地發現該協議的確有用處。與此同時在和路威茲家，嬰兒房的地板一直吱吱作響，從而打擾到哈雷寶寶。霍華德和雷傑創造了一條通往嬰兒床的小路，途中不會踩到壞掉的地板，但因為通過的過程太過困難，伯納黛特懶得再理他們。 標題出處: 里安納和潘妮重組他們的關係以獲得更多浪漫。 |             |                                                   |               | |                |           |                       |
| 221 | 14          | 情緒檢測的自動化 The Emotion Detection Automation | 馬克·森卓斯基 | 故事：查克·洛爾、史蒂文·莫拉羅、艾力·卡普蘭 劇本：史提夫·霍蘭德、占·雷諾茲、薩拉丁·K·帕特森                                                | 2017年2月2日   | T12.15314 | 16.66                 |
| 薛爾登想要更好地了解他人的情緒，他從MIT獲得了一台實驗機器，其可以為他自動讀取其他人的情緒。潘妮的前販毒犯哥哥蘭德爾正在申請在她的製藥公司工作，她邀請他在她和里安納的公寓暫住，機器顯示里安納對此感到憤怒。薛爾登對機器運作得如此之好感到沮喪，因為他覺得自己無法理解別人，但艾米安慰他，為他的進步感到自豪。里安納和潘妮為將他們的爭吵歸咎於薛爾登而道歉，而潘妮打算告訴家人，哥哥不能和他們一起住的原因是因為里安納。與此同時，在被新任女友甩了之後，雷傑召集了幾位前女友，想知道他為什麼仍然單身。艾蜜莉·斯威尼、露西、克萊爾和聾啞的艾米麗告訴雷傑，他一直很愛出風頭、自負、需要別人關懷，而且太害怕自己的父母，隨後讓雷傑情緒低落的是，她們都在拋棄他後找到一段更好的關係。霍華德承諾，如果他與伯納黛特的關係不順利，他將在三十年後成為雷傑的伴侶。 標題出處: 薛爾登的機器原型能自動檢測其他人的情緒。                                             |             |                                                   |               | |                |           |                       |
| 222 | 15          | 運動的回響 The Locomotion Reverberation           | 馬克·森卓斯基 | 故事：查克·洛爾、史提夫·霍蘭德、占·雷諾茲 劇本：史蒂文·莫拉羅、瑪麗亞·法拉利、塔拉·埃爾南德斯                                              | 2017年2月9日   | T12.15315 | 16.15                 |
| 薛爾登、里安納和霍華德差不多完成他們的軍方制導系統，但薛爾登認為其體積可以更小，這讓其餘二人感到沮喪，因為他們才剛剛達成了批准規格。為了分散薛爾登幾天的注意力，里安納送他去內華達州當火車售票員。這次旅程使薛爾登非常興奮，因為他終於夢想成真了，這反而讓艾米感到沮喪。看到薛爾登的理論後，威廉士上校下令製造他的更小版本。里安納和霍華德試圖讓薛爾登回來，但他拒絕了，說理論永遠無法被證明，不像火車。在薛爾登看穿了二人試圖誘騙他糾正一個故意錯誤的方程式後，霍華德承諾教他火車的機械以換取他的幫助，也允許他與他們一起建立更小的引導系統。與此同時，潘妮和艾米帶伯納黛特出去讓她忘掉做母親的職責，留下雷傑和斯圖爾特照顧哈雷。然而，當雷傑和斯圖爾特發生一些小事故卻反覆給她打電話時，伯納黛特開始擔心哈雷。而伯納黛特現在有一幢大房子和自己的家庭，這讓潘妮和艾米對她們自己的關係進展緩慢感到難過。 標題出處: 薛爾登火車旅行的後果接管了他的想法。 |             |                                                   |               | |                |           |                       |
| 223 | 16          | 津貼的蒸發 The Allowance Evaporation              | 馬克·森卓斯基 | 故事：艾力·卡普蘭、瑪麗亞·法拉利、傑里米·豪 劇本：史蒂文·莫拉羅、史提夫·霍蘭德、占·雷諾茲                                                  | 2017年2月16日  | T12.15316 | 15.51                 |
| 薛爾登和艾米出去約會，他們在餐館碰到地質學家伯特。伯特說他欽佩他們，並不會取笑他們一年只做一次愛。艾米對於薛爾登告訴大學裡的每個人他們的性生活感到很生氣。薛爾登道歉，他現在明白隱私的必要性，並告訴艾米他的一個私人秘密：兩年前他已經拿到了駕照，但仍讓她當他的司機，這樣他就能覺得自己很重要。艾米看著薛爾登可愛的臉孔並原諒了他。與此同時，雷傑的父親已經停止為雷傑尋找妻子，因為雷傑仍然依靠他來支付一切費用。雷傑的朋友讓他意識到自己被寵壞了。雷傑決定停止拿錢來證明每個人都錯了，然而他的父親十分高興。 標題出處: 雷傑不再從他父親那裡拿錢。 |             |                                                   |               | |                |           |                       |
| 224 | 17          | 漫畫展的難題 The Comic-Con Conundrum              | 馬克·森卓斯基 | 故事：艾力·卡普蘭、薩拉丁·K·帕特森、塔拉·埃爾南德斯 劇本：史蒂文·莫拉羅、史提夫·霍蘭德、瑪麗亞·法拉利                                      | 2017年2月23日  | T12.15317 | 16.38                 |
| 雷傑委任薛爾登為他的財務管理，並被告知由於高昂的租金和巨額信用卡債務，他今年將無法去圣地亚哥国际漫画展。雷傑試圖出售他的收藏品並為斯圖爾特工作以賺取額外的收入。霍華德做了一堆家務，所以伯納黛特會讓他離開五天。潘妮說她想和男孩們一起去漫畫展讓里安納開心，但他們都認為她會很難受。潘妮不想去漫畫展，卻因為想讓里安納開心而去；里安納不想潘妮跟著去，卻因為想讓潘妮開心而裝作開心。這種情況導致他們的關係緊張，直到薛爾登和艾米揭露真相才解決。霍華德和伯納黛特試圖向雷傑支付看護哈雷的費用，但他拒絕了這筆錢以及他去漫畫展的機會。里安納決定留在家裡和潘妮在一起，霍華德也為他的家人做了同樣的選擇。薛爾登仍然計劃去漫畫展，他試圖讓艾米加入，結果卻只令她感到困惑。 標題出處: 雷傑、霍華德和里安納在去漫畫展上的掙扎。 |             |                                                   |               | |                |           |                       |
| 225 | 18          | 逃生艙口的識別 The Escape Hatch Identification    | 馬克·森卓斯基 | 故事：史蒂文·莫拉羅、艾力·卡普蘭、安東尼·德爾·布羅科洛 劇本：史提夫·霍蘭德、占·雷諾茲、塔拉·埃爾南德斯                                     | 2017年3月9日   | T12.15318 | 17.08                 |
| 自從雷傑停止從父親身上拿錢後，他的生活就陷入了困境，他再也付不起現在公寓的租金，所以里安納和潘妮暫時將薛爾登的舊房間借給他暫住。這讓薛爾登感到不舒服，於是他打電話給貝弗利讓她分析原因。貝弗利分析如果薛爾登與艾米的關係出現問題，他會認為他的舊房間是一個逃生艙口，讓他能在裡面逃避問題；而里安納和潘妮也需要一個室友來分散他們對自己關係問題的注意力。兩對伴侶間的爭吵導致雷傑在半夜離開，並嚇到了霍華德、伯納黛特和斯圖爾特。四人終於解決了問題，並邀請雷傑回來與里安納和潘妮一起住。 標題出處: 里安納的母親貝弗利幫助薛爾登找到他隱喻的“逃生艙口”，即他在里安納和潘妮公寓裡的舊房間。 |             |                                                   |               | |                |           |                       |
| 226 | 19          | 合作的波動 The Collaboration Fluctuation          | 馬克·森卓斯基 | 故事：查克·洛爾、塔拉·埃爾南德斯 朱塞佩·格拉齊亞諾（Giuseppe Graziano） 劇本：史蒂文·莫拉羅、史提夫·霍蘭德、戴夫·格奇                      | 2017年3月30日  | T12.15319 | 15.78                 |
| 薛爾登和艾米嘗試使用神經生物學決策來分析哥本哈根詮釋。第一次進行專業合作，為了不影響這段感情，艾米規定兩人不得互相貶低對方的想法。他們的合作沒有太大爭執，但他們的工作質量很差。他們發現互相侮辱使他們更有創造力，因此他們編制了一份允許互相侮辱的主題列表。與此同時，潘妮和雷傑因大家的喜好相似（女孩的興趣）而聯繫，這讓里安納感到被冷落了。霍華德和伯納黛特建議里安納和他們談談，他聽取意見回到公寓與潘妮和雷傑傾吐自己的想法。但他們卻不停地說話，里安納完全說不出一句話。 標題出處: 薛爾登和艾米合作，他們首先是合作，然後是爭論。 |             |                                                   |               | |                |           |                       |
| 227 | 20          | 記憶的耗散 The Recollection Dissipation           | 馬克·森卓斯基 | 故事：艾力·卡普蘭、塔拉·埃爾南德斯、傑里米·豪 劇本：史蒂文·莫拉羅、史提夫·霍蘭德、瑪麗亞·法拉利                                            | 2017年4月6日   | T12.15320 | 15.59                 |
| 薛爾登強迫自己在同一天同時與霍華德和里安納研究制導系統以及研究他與艾米的項目。薛爾登感冒了，他在第二天醒來發現自己半裸著，不記得吃了感冒藥後做了什麼。而薛爾登也發現關於軍事項目的機密信息筆記本不見了。男孩們追踪薛爾登的手機，他們發現他昨天去了一家西部主題的酒吧。薛爾登取回了筆記本，但得知自己昨天讓客人們勾小指發誓保密後，告訴了所有人關於這個項目的內容。然後，艾米用自動豎琴以不同的語言為薛爾登演奏《软软猫咪》。與此同時，伯納黛特對這麼快重返工作崗位並離開哈雷感到內疚。霍華德認為伯納黛特生他的氣，因為他沒有告訴她她的姑姑在六年前已經去世。霍華德告訴伯納黛特如果願意，他們可以改變選擇，因為哈雷根本不會記得，這讓她感覺好多了。 標題出處: 薛爾登失去了對這一天的記憶。 |             |                                                   |               | |                |           |                       |
| 228 | 21          | 分離的焦慮 The Separation Agitation               | 馬克·森卓斯基 | 故事：史蒂文·莫拉羅、占·雷諾茲、瑪麗亞·法拉利 劇本：史提夫·霍蘭德、塔拉·埃爾南德斯、傑里米·豪                                              | 2017年4月13日  | T12.15321 | 16.09                 |
| 地質學家伯特打斷了最新的一集《旗幟的樂趣》，告訴大家他現在有一個女朋友，一個名叫麗貝卡的私人教練。伯特帶麗貝卡去見大夥們，但很明顯，她和伯特在一起只是為了他的獎金。大夥們說服伯特甩了她。然而，伯特很想念麗貝卡，他再次打電話給《旗幟的樂趣》，說他通過給她買了摩托艇與她復合了。與此同時，霍華德、伯納黛特和斯圖爾特都對將哈雷留在大學的日託中心感到沮喪。霍華德和斯圖爾特第一天帶哈雷離開去水族館，第二天被迫帶伯納黛特送哈雷去托兒所，以免他們又帶她離開。 標題出處: 與嬰兒哈雷分離時感到焦慮不安。 |             |                                                   |               | |                |           |                       |
| 229 | 22          | 認知的再生 The Cognition Regeneration             | 馬克·森卓斯基 | 故事：史提夫·霍蘭德、塔拉·埃爾南德斯、傑里米·豪 劇本：戴夫·格奇、艾力·卡普蘭、占·雷諾茲                                                    | 2017年4月27日  | T12.15322 | 14.52                 |
| 薛爾登失去了線上遊戲的優勢，並嘗試了幾項新任務以保持頭腦清醒：與雷傑一起烘焙、與霍華德玩雜耍以及騎獨輪車。艾米說也許他應該只專注於過好生活。薛爾登確實同意她的觀點，但同時也想嘗試高蹺。潘妮遇到了她的前男友扎克，後者為她提供了一份在他的菜單公司的工作。潘妮喜歡這個提議，里安納勉強支持她，儘管對他們之前的關係和她潛在的職業選擇有所保留。潘妮打電話給扎克接受這份工作，但他說他不能提供這份工作，因為他的未婚妻不喜歡他和前女友一起工作，迫使潘妮向里安納讓步。與此同時，霍華德厭倦了伯納黛特取笑他的魔術，並找到了她的舊腹語術玩偶，隨後她利用其來嚇唬霍華德。 標題出處: 薛爾登努力保持頭腦清醒。 |             |                                                   |               | |                |           |                       |
| 230 | 23          | 陀螺儀的瓦解 The Gyroscopic Collapse              | 安東尼·里奇   | 故事：查克·洛爾、史提夫·霍蘭德 亞歷克斯·艾爾斯（Alex Ayers） 劇本：史蒂文·莫拉羅、占·雷諾茲、薩拉丁·K·帕特森                               | 2017年5月4日   | T12.15323 | 15.39                 |
| 里安納、霍華德和薛爾登為空軍完成了他們的陀螺儀，結果卻被軍方出於機密原因沒收。失去了項目導致霍華德對伯納黛特變得很粘人，他告訴伯納黛特在她的工作遭遇挫折後，她的行為方式也類似。雷傑搬出里安納和潘妮的公寓，隨後搬進伯特車庫上方的一個房間。艾米獲得了普林斯顿大学的暑期客座研究員職位。雖然薛爾登最初對這個消息很不滿意，但他最終同意艾米應該接受這個提議，並且在她離開之前，他們有一個計劃外的性愛之夜。 標題出處: 陀螺儀項目的失去。 |             |                                                   |               | |                |           |                       |
| 231 | 24          | 遠距離的分歧 The Long Distance Dissonance         | 馬克·森卓斯基 | 故事：史蒂文·莫拉羅、艾力·卡普蘭、占·雷諾茲 劇本：查克·洛爾、史提夫·霍蘭德、塔拉·埃爾南德斯                                                | 2017年5月11日  | T12.15324 | 15.99                 |
| 隨著艾米的離開，薛爾登以前的仰慕者雷蒙娜·諾維茨基博士再次出現在他身邊，並開始在加州理工學院和他的家中閒逛。雷蒙娜的研究方向與薛爾登一致，兩人更有說有笑，舉止親暱。里安納、霍華德和雷傑認為雷蒙娜正追求薛爾登，並將之告知潘妮和伯納黛特。潘妮和伯納黛特正猶豫是否要告訴艾米時，艾米已經得到了消息並感到非常震驚。大夥們盡最大努力讓雷蒙娜遠離薛爾登，甚至在晚飯後跟著她送她上車。薛爾登並不相信雷蒙娜想追求自己。薛爾登為了證明大夥們的“誤解”，第二天在自己辦公室直接問雷蒙娜是否想展開一段戀情。薛爾登還未說完，雷蒙娜就親吻了他。薛爾登馬上離開辦公室，乘坐飛機飛往新泽西州，在艾米開門的時候拿出戒指向她求婚。 標題出處: 薛爾登和艾米的異地戀問題。 |             |                                                   |               | |                |           |                       |